# Камарес стил
Камарес вазе представљају оригинални археолошки и историјски документ критске културе, из средње минојског доба, које се датују у период од 2000—1700. године п. н. е. Назив је дат по Камарес пећини у којој су вазе откривене, недалеко од Фестоса.
Камарес вазе су изузетног техничког квалитета, што је резултат квалитетне земље од које су направљене, добре боје као и припреме материјала за крерамичку обраду. Добро препарирана земља и употреба витла омогућили су да дебљина зидова ових посуда буде готово иста као дебљина љуске јајета, по чему је су и мале, богато насликане, шоље са дршком добиле име „coquille d'oeuf“ или „љуска од јајета“.
Облици који се најчешће јављају у Камарес стилу су:
- мала шоља са дршком
- здела
- крчаг
- кљунасти пехар
- кратер
- питос

Основне боје су црна, црвена и бела, нешто ређе окер, плава и светломрка. Нема акварелских прелива и мешања тонова. Декоративни систем обухвата различите варијанте линеарног, флоралног, зооморфног и веома ретко антропоморфног орнамента.
Вазе су најчешће имале четири дршке које су на посудама постављене вертикално или наизменично хоризонтално и вретикално. Карактеристично за ове вазе је хармонија облика, величине и намене, коју није превазишла ни античка, а ни савремена керамичка производња.
Крај Камарес стила дошао је нагло, као и крај старих палата, у време када још није достигао свој врхунац. У критској керамографији био је веома значајан, као и инспирација за касније вазе ране грчке уметности.